# Tonsteuerungsträger
Als Tonsteuerungsträger bezeichnet man Speichermedien, die im Gegensatz zu Tonträgern nicht aufgezeichneten Schall (wie z. B. mit einem Mikrofon aufgezeichnete menschliche Stimme, Geräusche, Orchester etc.), sondern nur Steuerungsinformationen (zum Beispiel Musiknoten) für die Ansteuerung spezieller Wiedergabesysteme beinhalten. Dabei kann es sich um Stiftwalzen, Lochstreifen, Lochkarten,  Lochplatten u. ä. für Drehorgeln und Spieluhren handeln, aber auch um digitale Datenträger, die MIDI-Informationen enthalten und damit MIDI-fähige Musikinstrumente bzw. Soundgeneratoren in einem Computer steuern. Der Begriff wurde von Martin Elste geprägt, parallel dazu wird gelegentlich auch von Toninformationsträgern gesprochen.